# Saint-Pair-sur-Mer
Saint-Pair-sur-Mer település Franciaországban, Manche megyében. Lakosainak száma 4372 fő (2022. január 1.). Saint-Pair-sur-Mer Granville, Jullouville, Saint-Aubin-des-Préaux, Saint-Pierre-Langers és Saint-Planchers községekkel határos.

## Népesség
A település népessége az elmúlt években az alábbi módon változott:
| Lakosok száma | 4018 | 4025 | 4194 | 4066 | 4053 | 4078 | 4103 | 4238 | 4372 |
|               | 2013 | 2015 | 2016 | 2017 | 2018 | 2019 | 2020 | 2021 | 2022 |